# Nouvelle-Zélande aux Jeux olympiques d'hiver de 1980
L'équipe olympique de Nouvelle-Zélande  a participé  aux Jeux olympiques d'hiver de 1980 à Lake Placid aux États-Unis. Elle prit part aux Jeux olympiques d'hiver pour la sixième fois de son histoire et son équipe formée de cinq athlètes ne remporta pas de médaille.